# Coleophora lycii
Coleophora lycii é uma espécie de mariposa do gênero Coleophora pertencente à família Coleophoridae.